# Carl Wilhelm Erich Zimmer
Carl Wilhelm Erich Zimmer (1873 - 1950) was een Duitse dierkundige gespecialiseerd in kreeftachtigen. Hij deed vooral veel onderzoek naar de orde Cumacea. Hij woonde en werkte in Berlijn.
Zijn naam leeft onder andere voort in de wetenschappelijke naam van volgende zeekomma's:
- Diastylis zimmeri Ledoyer, 1977
- Iphinoe zimmeri (Stebbing, 1910)
- Leptostylis zimmeri Fage, 1929
- Nannastacus zimmeri Calman, 1911

## Referentie
- Biographical Etymology of Marine Organism Names.

- CiNii: DA16168369
- Stuttgart Database of Scientific Illustrators 1450–1950: 12041
- Gemeinsame Normdatei: 11699391X
- International Standard Name Identifier: 0000 0000 8097 6652
- Library of Congress Control Number: n79061344
- Nationale Bibliotheek van Tsjechië: uk2008425113
- Nationale Bibliotheek van Israël: 987007280416405171
- Nederlandse Thesaurus van Auteursnamen: 18323779X
- Réseau des bibliothèques de Suisse occidentale: 02-A012342755
- Istituto Centrale per il Catalogo Unico: LO1V392229
- Système universitaire de documentation: 136540392
- Virtual International Authority File: 17988026
- WorldCat: E39PBJt44DxbkFhbgX8GmWYkjC